# Обыкновенный прудовик
Обыкновенный прудовик, или большой прудовик (лат. Lymnaea stagnalis) — вид пресноводных моллюсков из отряда лёгочных моллюсков, распространённый в Голарктике.

## Внешность
Раковина длиной 45—60 мм и шириной 20—34 мм, сплошная, спирально закрученная, имеет 4—5 оборотов. С одной стороны она заканчивается острой вершиной, а с другой имеет отверстие, или устье, через которое наружу высовываются голова и нога моллюска. На голове имеются два чувствительных щупальца, два глаза и рот.

## Питание
Прудовик питается большей частью водорослями, а также детритом и падалью. 

## Строение
Хотя прудовик живёт в воде, дышит он атмосферным кислородом. Для этого он периодически (7—9 раз в час) поднимается на поверхность воды и открывает дыхательное отверстие, находящееся с правой стороны у края раковины. У обыкновенного прудовика есть лёгкое, где происходит газообмен крови с воздухом, сердце с предсердием и желудочком, обеспечивающее движение крови по незамкнутой кровеносной системе, окологлоточные нервные узлы, язык в виде зубчатой тёрки, органы пищеварения — глотка, желудок, печень, кишечник.

## Размножение
Прудовики — гермафродиты. Половая зрелость наступает в возрасте 10 недель. Яйца собраны в вытянутые скопления, покрытые слизью, которые прикрепляются к подводным растениям. Из яиц в зависимости от температуры воды примерно через 14 дней вылупляются сформированные моллюски.